# Eysturoy régió

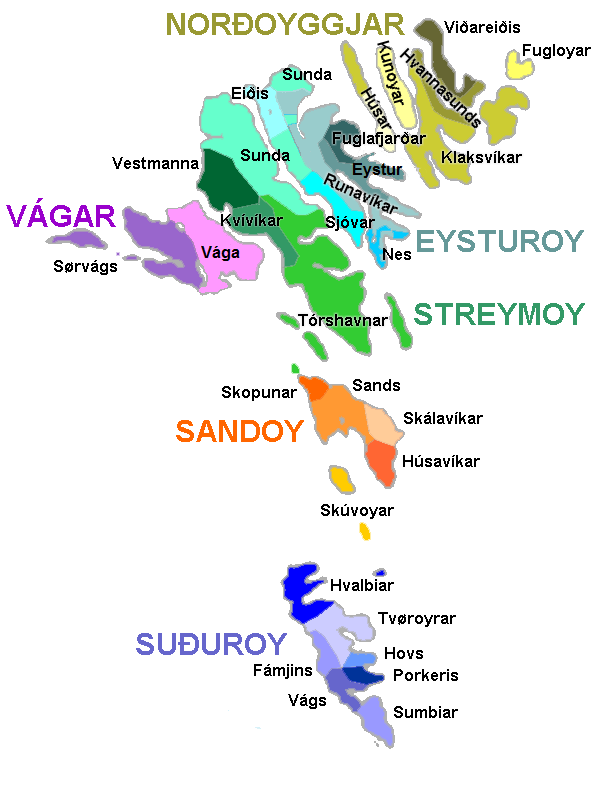
Feröer régiói és községei

Eysturoy régió Feröer hat hagyományos földrajzi régiójának egyike, egyben rendőrségi körzet. Népessége 11 715 fő (2019).

## Földrajz
Eysturoy régió szigetei:
- Eysturoy

## Önkormányzat és közigazgatás
Eysturoy régió községei:
- Sundini község egy része – Norðskáli (a másik fele Streymoy régióhoz tartozik)
- Eiði község – Eiði
- Eystur község – Norðragøta
- Fuglafjørður község – Fuglafjørður
- Nes község – Nes (Eysturoy)
- Runavík község – Saltangará
- Sjóv község – Strendur

## Népesség
| Év              | Lakosság |
| --------------- | -------- |
| 1986. január 1. | 10 082   |
| 1991. január 1. | 10 431   |
| 1996. január 1. | 9349     |
| 2001. január 1. | 10 229   |
| 2006. január 1. | 10 725   |